# Renée Falconetti

Renée Falconetti im Alter von 18 Jahren (um 1910/11)

Renée Jeanne Falconetti (* 21. Juli 1892 in Pantin; † 12. Dezember 1946 in Buenos Aires), auch unter den Namen Falconetti oder Maria Falconetti bekannt, war eine französische Schauspielerin. Ab den 1910er Jahren trat sie im Pariser Boulevardtheater in Erscheinung und war kurzzeitig Mitglied der Comédie-Française (1924–1925). Sowohl anerkannt für ihre Auftritte in Komödien als auch Dramen (unter anderem Lorenzaccio, 1927; Die Kameliendame, 1928) wurde ihr Spiel von zeitgenössischen Kritikern mit dem einer Gabrielle Réjane oder Eleonora Duse verglichen. Nachhaltige Bekanntheit erlangte sie durch die Titelrolle der Jeanne d’Arc in Carl Theodor Dreyers Stummfilm Die Passion der Jungfrau von Orléans (1928), der ihr einziger Auftritt in einem Spielfilm bleiben sollte.

## Leben

### Kindheit und Ausbildung
Renée Falconetti wurde 1892 in Pantin (andere Quellen geben fälschlicherweise als Geburtsjahr 1891 oder 1893 sowie als Geburtsort Sermano, Korsika, an) als Tochter von Pierre Falconetti, einem gebürtigen Korsen, und der zwanzig Jahre jüngeren Lucie Lacoste († 1935) geboren. Der Vater arbeitete als Verkäufer für Seide im Pariser Großwarenhaus Bon Marché. Falconetti, „Nénette“ genannt (im Erwachsenenalter „Falco“), wuchs mit einem jüngeren Bruder auf. Die Ehe der Eltern verlief unglücklich und sie trennten sich, als Falconetti noch ein Kind war. Daraufhin lebte sie bei den Großeltern mütterlicherseits, die eine Schneiderei betrieben. Später wurde sie von ihrer berufstätigen Mutter, getrennt von ihrem Bruder, in einem religiösen Heim untergebracht. Einen Schulabschluss erwarb sie nie.
Falconetti begann früh, die Schauspielerin Sarah Bernhardt zu verehren und sich im Alter von acht Jahren für den Schauspielberuf zu begeistern. Mit 13 Jahren übernahm sie die Hauptrolle in einer Schulaufführung. 1910 nahm ihre Mutter, die einen Textilunternehmer kennen gelernt hatte, die beiden Kinder wieder zu sich. Falconettis Berufswunsch traf bei den übrigen Familienmitgliedern auf Unverständnis. Aufgrund der schwierigen finanziellen Lage in der sich ihre Familie befand, trat sie eine Stelle in einer internationalen Gesellschaft an. Sie wurde daraufhin unter anderem in die Niederlassungen nach Hamburg und Liverpool entsandt.

### Beziehung zu Henri Goldstuck und erste Theaterauftritte
Während ihres Aufenthalts in England traf die junge Falconetti auf den sehr viel älteren Henri Goldstuck. Der Millionär entstammte einer jüdischen Familie aus Riga und war durch die Versicherung von Frachtgütern zu Wohlstand gekommen. Falconetti wurde seine Geliebte und zog zwei Jahre später mit ihm in ein Haus in die Pariser Rue de Longchamp. Goldstuck ermöglichte Falconetti fortan, einen gehobenen Lebensstil zu führen und Schauspielunterricht bei Maurice de Féraudy zu nehmen. Gegen den Willen ihrer Familie bereitete sie sich 1912 auf die Aufnahme am Pariser Conservatoire d’art dramatique vor. Gleichzeitig sah sie zahlreiche Theaterstücke unter anderem mit Jean Mounet-Sully und Gabrielle Réjane, die zu einem ihrer Vorbilder wurde. Als eine von 15 Schülerinnen und Schülern wurde Falconetti schließlich am Conservatoire angenommen und gelangte in die Klasse von Eugène Silvain.
Falconetti besuchte den Unterricht bei Silvain zweimal wöchentlich und erhielt eine klassische Schauspielausbildung. Gegenüber ihren Kommilitonen stets zurückhaltend, machte sie als Schauspielschülerin erstmals im Sommer 1913 auf sich aufmerksam. Beim öffentlichen Vorspiel („Concours“) interpretierte sie eine Szene aus dem dritten Akt von George Sands Le Mariage de Victorine und belegte einen zweiten Platz. Daraufhin wechselte sie im zweiten Jahr in die Klasse von Mademoiselle du Mesnil und verdoppelte ihre Anstrengungen. Bei ihrem zweiten öffentlichen Vorspiel im Sommer 1914 wählte Falconetti eine Szene aus dem ersten Akt von Racines Tragödie Esther und belegte zu ihrer Enttäuschung erneut einen zweiten Platz.
Während des Ersten Weltkriegs wurde Falconetti aus Propagandazwecken mit anderen Schülern des Conservatoire zu einer Tournee durch die Schweiz verpflichtet. Am 29. Mai 1915 gab sie am Pariser Théatre de l’Odéon mit einem Auftritt in Anton Tschechows Einakter Der Heiratsantrag ihr professionelles Bühnendebüt. Drei Jahre sollte Falconetti dem Ensemble des Schauspielhauses angehören. Ihre erste künstlerisch anspruchsvolle Rolle erhielt sie im zweiten Jahr in dem Stück Gretchen (1916). Der Durchbruch als Schauspielerin folgte im selben Jahr mit der Nebenrolle der Hélène in Saint-Georges de Bouhéliers Le Carnaval des enfants, dem die Hauptrolle einer Blinden in dem Melodram Les Deux Orphelines (1917) sowie vermehrt Auftritte in Lustspielen folgten. Im Jahr 1917 erschien Falconetti außerdem in dem Kurzfilm Le Clown, bei dem ihr ehemaliger Mentor Maurice de Féraudy die Regie übernahm und die Hauptrolle spielte. Im selben Jahr sollte sie auch eine Rolle in Georges Denolas und Jean Kemms Stummfilm La Comtesse de Somerive (1917) bekleiden.

### Erfolge auf der Bühne und Vertragsschauspielerin an der Comédie-Française
Gegen Ende des Ersten Weltkriegs zog Falconetti in eine Wohnung an den Champs-Élysées 32. Nach dem Krieg konnte sie mit der Hauptrolle in Saint-Georges de Bouhéliers Stück La Vie d’une femme (1919) an vorangegangene Erfolge anknüpfen. Daraufhin verließ sie das Théatre de l’Odéon. Sie ging in europäischen Casinos wie Interlaken, dem Lido, Monte Carlo und Deauville auf Tournee und erschien in Inszenierungen verschiedener Pariser Schauspielhäuser. Erfolge wie Aux jardins de Murcie am Théâtre Antoine (1919) oder Jacques Devals Komödie Une faible femme (1920), mit der sie sich von der Zusammenarbeit mit Saint-Georges de Bouhéliers löste, standen wenige Misserfolge wie Firmin Gémiers provokatives Stück La Captive (1920) oder ihr wenig beachteter Part in Sacha Guitrys Le Comédien (1921) gegenüber. Für das Eifersuchtsdrama Le feu qui reprend mal (1921) erhielt sie großes Lob seitens der Kritiker, die ihre darstellerischen Fähigkeiten als Tragödin mit denen einer Réjane oder Eleonora Duse verglichen. 500 bis 800 Franc verdiente Falconetti zu dieser Zeit pro Auftritt und hatte den Vorteil, sich ihre Theaterrollen frei aussuchen zu können. Daneben arbeitete sie als Fotomodel für Haute Couture.
1923 erschien Falconetti an der Seite von Harry Baur und Charles Boyer in ihrer ersten Hosenrolle als Charly, für deren Vorbereitung sie Gesangs- und Ballettstunden genommen hatte. Nach zwei weiteren umjubelten Bühnenrollen (La Fille perdue, 1923; Le Bien-Aimé, 1924) wurde sie am 22. Februar 1924 Ensemblemitglied der Comédie-Française. Falconetti erhoffte sich mit diesem Schritt Rollen in den großen klassischen Tragödien, in denen eine Sarah Bernhardt brilliert hatte. Sie konnte sich jedoch an das dortige strenge Repertoiresystem und dem vorherrschenden Konkurrenzkampf nicht gewöhnen. Aufgrund der Anspannung begann sie zunehmend unter Schlafstörungen zu leiden. Sie ließ Proben ausfallen und quartierte sich auf dem Anwesen der Schauspielkollegin Anna Judic auf dem Land in Chatou, unweit von Paris ein. Ein Angebot des befreundeten Georges de Porto-Riche in einem modernen Lustspiel zu erscheinen, schlug Falconetti aus und gab stattdessen mit einer Inszenierung von Beaumarchais’ Le Barbier de Séville (1924) ihr Debüt an der Comédie-Française. Mit dem Stück war ihr jedoch kein Erfolg bei Kritikern beschieden. Obwohl Falconettis moderne Spielweise noch im selben Jahr in dem Stück Amoureuse gelobt wurde, gab sie nach einer Inszenierung des Stückes Bettine (1925) mit Maurice Escande ihren Abschied von der Comédie-Française.

### Zusammenarbeit mit Carl-Theodor Dreyer
Nach ihrem Ausscheiden aus der Comédie-Française kehrte Falconetti erfolgreich zu Boulevardkomödien zurück. Sie erschien 1925 erneut in der Titelrolle des Charly am Théâtre de l’Étoile sowie in Claude Roger-Marx’ Simili jeweils an der Seite von Charles Boyer. Den beiden Stücken folgte die Theaterversion von Victor Marguerittes Romanerfolg La Garçonne, durch die der dänische Filmregisseur Carl Theodor Dreyer auf die Schauspielerin aufmerksam wurde. Dreyer weilte zu dieser Zeit in Paris, wo er nach dem Erfolg seiner Komödie Du sollst deine Frau ehren (1925) von der Société Générale eingeladen worden war. Die französische Produktionsfirma bot ihm an, einen Film über eine historische Frauenfigur zu drehen. Dreyer hatte die Wahl zwischen Katharina von Medici, Marie-Antoinette und Johanna von Orléans. Er wählte letztere, woraufhin ihm genügend Zeit für die Dreharbeiten und ein Budget von sieben Millionen Franc zuteilwurden. Falconetti wählte er nach einem zweistündigen Gespräch als Titelheldin aus.
Über anderthalb Jahre vergingen vom Beginn der Vorbereitungen bis zum Endschnitt des Stummfilms Die Passion der Jungfrau von Orléans. Dreyer schrieb das ursprünglich auf Joseph Delteils preisgekröntem Roman basierende Drehbuch mit dem Historiker Pierre Champion um und orientierte sich an den Original-Dokumenten des Gerichtsprozesses. Gleichzeitig ließ er von Hermann Warm und Jean Hugo ein komplexes, detailgetreues Set aus Mauern, Türmen, Häusern, einer Zugbrücke und einer Kirche kreieren. Beim Dreh arbeitete Dreyer überwiegend mit Großaufnahmen von Falconettis Gesicht, die bevorzugt aus der Untersicht aufgenommen wurden sowie mit hochstilisierten Kamerabewegungen. Dies sollte einigen Kritikern missfallen, die den Film später als „eine Streckung von Stillfotografie“ beschrieben. Sowohl Falconetti als auch das übrige Schauspielensemble um ihren ehemaligen Mentor Eugène Silvain, Antonin Artaud und Michel Simon trugen während der Dreharbeiten kein Make-up. Falconetti selbst isolierte sich von den anderen, um sich komplett mit der Rolle identifizieren zu können. Auch ließ sie sich den Kopf für die finale Hinrichtungsszene Johannas kahl scheren. Dieser Umgang mit seiner Hauptdarstellerin sollte Dreyer den Ruf eines anspruchsvollen und tyrannischen Regisseurs einbringen. Gerüchten zufolge hätte er Falconettis zutiefst leidenden Gesichtsausdruck nur dadurch erreicht, indem er sie mehrere Stunden auf den Steinfliesen knien und ein und dieselbe Szene bis zu ihrer vollständigen Erschöpfung wiederholen ließ. Obwohl Die Passion der Jungfrau von Orléans zum kommerziellen Misserfolg geriet, wurde der Film überschwänglich von Kritikern angenommen und gilt heute aufgrund seiner kunstvollen Schwarzweiß-Bilder und Falconettis Darstellung als eine der Höhepunkte des Stummfilmschaffens.
Parallel zu den Dreharbeiten erwirkten Falconetti und Henri Goldstuck 1927 eine vielbeachtete Aufführung von Alfred de Mussets und George Sands Drama Lorenzaccio am Theater von Monte Carlo. Falconetti übernahm unter der Regie von René Blum die männliche Titelrolle. Diese war bei der Premiere des Stücks im Jahr 1896 erstmals von Sarah Bernhardt verkörpert worden. Die Aufführung, mit Harry Krimer in der Rolle des Alexandre, wurde später an das Pariser Théâtre de la Madeleine verlegt und erhielt fabelhafte Kritiken.

### Niedergang der Karriere
1928 kam Falconettis Mäzen Henri Goldstuck im Alter von 73 Jahren bei einem Autounfall ums Leben. In seinem Testament bedachte er seine jahrelange Geliebte nicht, sondern nur Falconettis Tochter. Deren Erbteil wurde fortan durch Falconettis Mutter Lucie Lacoste verwaltet. Falconetti focht das Testament vergeblich an. Sie blieb den Aufführungen von Dreyers Die Passion der Jungfrau von Orléans fern, in dem sie als Maria Falconetti geführt wurde. Die Uraufführung in Paris zog Proteste der katholischen Kirche nach sich. Der Schauspielerin fehlte zu dieser Zeit das Kapital, den langgehegten Wunsch zu erfüllen und ein eigenes Theater zu erwerben. Dieses Vorhaben für mehr künstlerische Freiheit hatte Goldstuck stets abgelehnt. Falconetti mietete daraufhin im Juni das Théâtre Femina, um Michel Carrés Pantomimen-Stück L’Enfant prodigue vorzustellen, was mit Tanz und Musik verbunden wurde. Nach mehreren Monaten kehrte Falconetti noch im September desselben Jahres auf die Theaterbühne zurück und interpretierte die hochgelobte Rolle der Kameliendame, eine der Paraderollen Sarah Bernhardts.
Wenige Monate später, im Frühjahr 1929, mietete Falconetti erneut das Théâtre Femina, um ein selbstkreiertes Varieté mit dem Titel Chanson des bois, des rues et d’ailleurs zu etablieren. Ihr Gesang, Tanz und Spiel wurde jedoch von der Kritik verhalten aufgenommen. Trotzdem plante Falconetti ein eigenes, „sozial-erzieherisches“ Theater am Théâtre de l’Avenue zu installieren. Sie engagierte zwei junge Journalisten, machte André Bloch-Desmorget zum verantwortlichen Leiter und bestellte Pierre Lazareff zum Sekretär ihres Theaters. Sie selbst sollte auch Regie bei den Inszenierungen übernehmen. Für das Darstellerensemble verpflichtete Falconetti Jeanne Lion, Jean-Max, Sylvette Fillacier, Maurel, Daste, Aman Maistre und Ray Roy.
Ende November 1929 gab Falconettis Ensemble sein Debüt mit La Rouille am Théâtre de l’Avenue. Das aus Russland stammende Stück mit politischem Inhalt, in dem Falconetti an der Seite von Jean-Max und Germaine de France eine Nebenrolle übernahm, fiel jedoch beim Publikum durch. Dennoch stand es weiterhin auf dem Spielplan und Falconetti erschien parallel dazu in klassischen Rollen wie Racines Phèdre sowie in Alfred de Mussets Les Caprices de Marianne. Außerdem ließ sie Juliette ou la clé des songes des bis dahin noch unbekannten Georges Neveux aufführen. Falconettis Theater verschuldete sich jedoch und nach sechs Monaten Spielzeit am Théâtre de l’Avenue gab ihr Ensemble Anfang April 1930 mit Aux jardins de Murcie und Ende Mai mit dem Programm Divertissement ihre letzten Vorstellungen.

### Übersiedlung in die Schweiz und Ausreise nach Südamerika
Durch den Misserfolg ihres Theaterprojekts finanziell angeschlagen, verkaufte Falconetti ihre Wohnung in Paris und ihren Landsitz bei Compiègne und übersiedelte in die Schweiz. Sie trat in den folgenden zwei Jahren nur noch sporadisch in Paris in ihren ehemaligen Erfolgsstücken Die Kameliendame, La Vie d’une femme  (beide 1931) und Lorenzaccio (1932) in Erscheinung. 1934 spielte sie erneut die Jeanne d’Arc in der 50 Darsteller umfassenden Pariser Inszenierung von Saint-Georges de Bouhélier, dem Ferdinand Bruckners Die Kreatur (1935) mit Pitoëff folgte. Ihre Karriere in Paris klang noch im selben Jahr aus. Letztmals war Falconetti in der Pariser Revue Bœuf sur le toit in der sie sang und unter dem Pseudonym Orroza Verse rezitierte, sowie mit der Rolle der Andromache in Louis Jouvets Inszenierung von Der trojanische Krieg findet nicht statt (beide 1935) zu sehen. Für das erfolgreiche Stück von Jean Giraudoux, das durch seine Handlung kurz vor dem Einmarsch der deutschen Wehrmacht in das entmilitarisierte Rheinland (1936) hochaktuell wirkte, erhielt Falconetti 10.000 Franc pro Aufführung.
Nach Ende ihrer Theaterlaufbahn zog sich Falconetti wieder in die Schweiz zurück. Projekte in den Vereinigten Staaten zerschlugen sich aufgrund der Weltwirtschaftskrise. Daraufhin unternahm Falconetti Reisen ins europäische Ausland und lebte ab 1937 ein Jahr lang in Rom, wo sie Gesangsstunden nahm. Durch ihren aufwendigen Lebensstil beliefen sich die Schulden der Schauspielerin 1940 auf 400.000 Schweizer Franken. Mit Beginn des Zweiten Weltkriegs und der Besetzung Frankreichs durch das Deutsche Reich, begann sich Falconetti gemeinsam mit ihrem Sohn auf eine Ausreise nach Südamerika vorzubereiten.

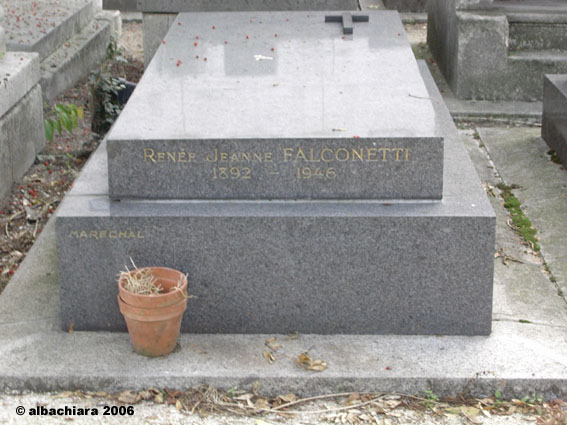
Grab Falconettis auf dem Pariser Cimetière de Montmartre (2006)

Ende Mai 1941 reiste Falconetti nach Frankreich, wo sie vom Präfekten der Gemeinde Lapalisse Visa nach Argentinien via Frankreich, Spanien und Brasilien erhielt. Die Papiere für die Einreise nach Spanien waren jedoch ungültig. Erst durch das Eingreifen des spanischen Botschafters in Genf erhielt Falconetti am 29. Januar 1942 gültige Visa für Spanien. In Portbou, Katalonien, ließ sich Falconetti am 10. Februar einschiffen und erreichte Rio de Janeiro am 22. März. Dort weilte sie fünfzehn Monate und brauchte alle ihre mitgeführten Ersparnisse auf. Am 7. Juni 1943 übersiedelte Falconetti nach Buenos Aires, wo sie auf Empfehlung der in Rio getroffenen Dichterin Gabriela Mistral Zugang zur dortigen Gesellschaft fand. Finanziell unterstützt von französischen Auswanderern, unterrichtete Falconetti eine Laienspielgruppe und ließ Jean Cocteaus Les Monstres sacrés, Paul Claudels Dramen L’Otage und L’Echange sowie Le Carnaval des enfants aufführen, in dem sie selbst den Part der Mutter übernahm.
Frustriert und Wochen vorher Selbstmordabsichten andeutend, verstarb Renée Falconetti am Morgen des 12. Dezember 1946 in Buenos Aires. Obwohl sie sich die Nacht zuvor mehrfach erbrochen hatte, lehnte sie es ab, sich von einem herbeigerufenen Arzt behandeln zu lassen. Sie verstarb im Alter von 54 Jahren. Ihr Leichnam wurde nach Frankreich überführt und auf dem Pariser Cimetière de Montmartre beigesetzt.

### Privatleben
Ab circa 1910 bis zu seinem Tod im Jahr 1928 war Renée Falconetti die Geliebte des vermögenden Henri Goldstuck, der ihre Karriere zeitlebens unterstützte. 1915 wurde Falconetti Mutter einer Tochter, Hélène Falconetti, die überwiegend bei ihrer Großmutter mütterlicherseits, Lucie Lacoste, aufwuchs. 1931 wurde ein weiterer Sohn geboren, der mit Falconetti im schweizerischen Saanen und später in Südamerika aufwuchs. Gegen den Vater des Kindes strebte Falconetti erfolgreiche Klagen auf Vaterschaftsanerkennung und später auf Unterhaltszahlungen an. Affären unterhielt Falconetti unter anderem zum Autor Saint-Georges de Bouhéliers und ihrem Schauspielkollegen Charles Boyer.
1987 veröffentlichte Hélène Falconetti unter dem Titel Falconetti eine Doppel-Biografie über ihre Mutter und ihren Sohn Gérard Falconetti (1949–1984), der ebenfalls als Schauspieler tätig war.

## Theaterstücke (Auswahl)
| Jahr | Theaterstück                                       | Rolle              | Bühne                                          |
| ---- | -------------------------------------------------- | ------------------ | ---------------------------------------------- |
| 1915 | La demande en mariage                              |                    | Théatre de l’Odéon                             |
| 1916 | Charles II et Buckingham                           | Sarah Duncan       | Théatre de l’Odéon                             |
| 1916 | Gretchen                                           |                    | Théatre de l’Odéon                             |
| 1916 | Le Barbier de Séville                              | Rosine             | Théatre de l’Odéon                             |
| 1916 | La Bonne Mère                                      |                    | Théatre de l’Odéon                             |
| 1916 | Les Grandes Mademoiselles                          |                    | Théatre de l’Odéon                             |
| 1916 | L’Arlésienne                                       | Vivette            | Théatre de l’Odéon                             |
| 1916 | Le Carnaval des enfants                            | Hélène             | Théatre de l’Odéon                             |
| 1917 | Les Deux Orphelines                                | Louise             | Théatre de l’Odéon                             |
| 1917 | Les Bouffons                                       | Solange            | Théatre de l’Odéon                             |
| 1917 | La Chercheuse d’esprit                             |                    | Théatre de l’Odéon                             |
| 1917 | Le Joli Rôle                                       |                    | Théatre de l’Odéon                             |
| 1917 | La Souris                                          |                    | Théatre de l’Odéon                             |
| 1918 | Le Mariage de Victorine                            |                    | Théatre de l’Odéon                             |
| 1918 | Annette et Lubin                                   |                    | Théatre de l’Odéon                             |
| 1919 | La Vie d’une femme                                 |                    | Théatre de l’Odéon                             |
| 1919 | Aux jardins de Murcie                              |                    | Théâtre Antoine                                |
| 1920 | La Captive                                         |                    | Théâtre Antoine                                |
| 1920 | Une faible femme                                   |                    | Théâtre Femina                                 |
| 1920 | Simoun                                             |                    | Comédie Montaigne                              |
| 1921 | Le Comédien                                        |                    | Théâtre Édouard VII                            |
| 1921 | Le feu qui reprend mal                             |                    | Théâtre Antoine                                |
| 1922 | La Chair humaine                                   |                    | Théâtre du Vaudeville                          |
| 1922 | L’Avocat                                           |                    | Théâtre du Vaudeville                          |
| 1923 | Charly                                             | Charly             |                                                |
| 1923 | La Fille perdue                                    |                    |                                                |
| 1924 | Le Bien-Aimé                                       |                    | Théâtre de la Renaissance                      |
| 1924 | La Férie amoureuse                                 |                    |                                                |
| 1924 | Le Barbier de Séville                              | Rosine             | Comédie-Française                              |
| 1924 | Le Cocu imaginaire                                 |                    | Comédie-Française                              |
| 1924 | Amoureuse                                          |                    | Comédie-Française                              |
| 1925 | Bettine                                            |                    | Comédie-Française                              |
| 1925 | Charly                                             | Charly             | Théâtre de l’Étoile                            |
| 1925 | Simili                                             |                    | Théâtre du Vieux-Colombier                     |
| 1926 | La Garçonne                                        | La Garçonne        | Théâtre de Paris                               |
| 1927 | Lorenzaccio                                        | Lorenzo            | Théâtre de Monte-Carlo Théâtre de la Madeleine |
| 1927 | Miche                                              |                    |                                                |
| 1928 | La Dame aux camélias                               | Marguerite Gautier | Théâtre Sarah Bernhardt                        |
| 1928 | Chanson des bois, des rues et d’ailleurs (Varieté) |                    | Théâtre Femina                                 |
| 1929 | Ces dames aux chapeaux verts                       |                    | Théâtre Sarah Bernhardt                        |
| 1929 | La Rouille                                         |                    | Théâtre de l’Avenue                            |
| 1929 | Juliette ou la clé des songes                      |                    | Théâtre de l’Avenue                            |
| 1930 | Divertissement (Varieté)                           |                    | Théâtre de l’Avenue                            |
| 1931 | La Dame aux camélias                               | Marguerite Gautier | Théâtre Sarah Bernhardt                        |
| 1931 | La Vie d’une femme                                 |                    | Théatre de l’Odéon                             |
| 1932 | Lorenzaccio                                        | Lorenzo            | Théatre de l’Odéon                             |
| 1934 | Jeanne d’Arc                                       | Jeanne d’Arc       | Théatre de l’Odéon                             |
| 1935 | La Créature                                        |                    | Théâtre des Mathurins                          |
| 1935 | La guerre de Troie n’aura pas lieu                 | Andromaque         | Théâtre des Mathurins                          |

## Filmografie
- 1917: Le Clown (Kurzfilm)
- 1917: La comtesse de Somerive (Kurzfilm)
- 1928: Die Passion der Jungfrau von Orléans (La Passion de Jeanne d’Arc)

„Maria Falconetti […] zeigt so viel verschiedene Gesichter des Leidens, der Qual, der Todesangst, daß man geradezu glauben könnte, es trete da im Bilde immer wieder ein anderer Mensch vor uns hin. Und vergleicht man gar ihr Privatbild mit einem der Bilder, die sie als Johanna zeigen, ist man durchaus versucht, es für überhaupt unmöglich zu halten, daß dies ein und derselbe Mensch ist. Ganz ohne Maske hat sich dieses Gesicht in ein völlig anderes, völlig entgegengesetztes verwandelt […].“